# Теодор Стипиот
Теодор Стипиот или Стипейот (на гръцки: Θεόδωρος Στυπ(π)ειώτης) е високопоставен дворцов сановник във Византийската империя от времето на император Мануил I Комнин. Добре образован и способен човек, той напредва бързо в дворцовата йерархия от императорски секретар (граматик) до влиятелния пост на каниклий, т.е.пазител на императорската мастилница. Около 1150 г. организира падането на Йоан Агиотеодорит и го наследява като месазон, де факто главен министър на империята. Дълго време се ползва с благоволението и доверието на Мануил I, който дори го оженил за племенницата си Евдокия. Въпреки това през 1158/59 г. Стипиот внезапно е низвергнат, затворен и ослепен. Източниците споменават различни причини за падението му – от разкрит заговора на Стипиот да лиши императора от власт до машинациите на неговия съперник Йоан Каматир, а съвременните учените все още спорят относно истинската предистория на това събитие.

## Живот
Произходът и ранният живот на Теодор Стипиот са неизвестни. Според препратките в поемите на Теодор Продром, той вероятно е роден ок. 1110/1120 и произлиза от сравнително богато семейство. Неговата връзка с по-ранните Стипиоти от X и XI век е неясна, но е възможно той да е роднина – вероятно внук, според Константинос Варзос – на военачалника Михаил Стипиот, който е служил при Алексий I Комнин в началото на XII век. На младини Стипиот получава задълбочено образование, като сред учителите му бил и придворният поет Теодор Продром. Връзката между Стипиот и Продром била близка: в стихотворение, написано след грандиозното издигане на власт на неговия ученик, Продром възхвалява „най-добрия сред граматиците, учениците и приятелите“ за неговата надеждност като писар в пазенето на тайни.

### Издигане на власт
След завършване на образованието си, на сравнително млада възраст Стипиот е назначен на длъжността граматик на императора или секретар в императорската канцелария – позиция, която се заема от високообразовани и квалифицирани мъже, които наред с всичко останоло отговаряли и за сложната формолировка на встъпленията (prooimion) на императорските едикти и грамоти. Стипиот бързо се издига в императорския двор, ставайки помощник на тогавашния главен министър (месазон), Йоан Агиотеодорит. След това той използва спора между двама аристократи, Михаил Палеолог и Йосиф Валсамон, шурей на Агиотеодорит, за да се отърве от последния. По инициатива на Стипиот Агиотеодорит е назначен за граждански управител (претор) на обединените теми Елада и Пелопонес и е изпратен да разреши спора.
След като началникът му бил отстранен, Стипиот продължава възхода си, достигайки позицията на каниклий, или пазител на императорската мастилница, през 1150/51 г. Тази позиция, поради непосредствената близост до императора, която предоставя, прави Стипиот изключително влиятелен. Стипиот съсредоточава в ръцете си и други високи титли и длъжности: в протоколите от синода през май 1157 г. той е посочен и като протонотарий, а през ноември 1158 г. и като дикеодот. Стоейки високо в очите на Мануил, Стипиот става ефективен месазон, или ръководител на гражданската администрация. Според почти съвременния му служител и историк Никита Хониат, оттогава нататък Стипиот „администрираше обществените дела, както желаеше, дълбоко мъдър, благоразумен, приятен по отношение и с висока политическа преценка. Той се съгласи с всичко, което императорът заповяда, и заповяда, каквото императорът пожела." Позицията му била толкова влиятелна, че той можел да „движи всичко, като просто посочи с пръст или кимнеше“ и всяко негово желание ставало реалност. Неговата власт е красноречиво изразена в стихотворенията, адресирани до него от Продром, и в ласкаво писмо, изпратено през 1155 г. от митрополита на Ефес, Георги Торникий, търсещ неговата подкрепа.
Около 1168 г. император Мануил дава на своя доверен министър ръката на своята племенница Евдокия (родена ок. 1142), която осиротяла преди време. Двойката има няколко деца, но само името на едно от тях, Мануил – вероятно първородният – е известно от поредица от стихове и посвещения за „чудотворното“ му оцеляване след тежко падане в ранна детска възраст.

### Падение
През 1158/59 г. обаче, докато е на поход в Киликия, Мануил I заповядва Стипиот да бъде арестуван и ослепен. Мотивите зад този акт на императора остават неясни, като различни автори от епохата посочват различни причини за това. Според Йоан Кинам Стипиот публично предрекъл скорошна смърт на императора и зявил, че римският сенат вече не трябва да дава власт на силен млад мъж, а на мъж в доста напреднала възраст, за да може под негово управление, докато управлява по буква [или чрез учене], държавните дела да се управляват като в демокрация. Германският хроникьор Раевин, от друга страна, съобщава, че Стипиот наел трима мъже да убият Мануил I, но императрицата разкрила заговора и съобщила на императора.
Хониат пък съобщава различна версия, която според историка Пол Магдалино може би представлява „неофициалната“ версия на аферата, но чиито детайли са опровергани като измислица от византиниста Ото Крестен. Според Хониат падането на Стипиот е резултат от съперничеството му с Йоан Каматир, който завиждал заради по-голямото влияние над императора, упражнявано от Стипиот, чиято длъжност, макар формално да била с по-нисък ранг от тази на Каматир – логотет на дрома, осигурявала на Стипиот по-лесен достъп до императора. По този начин Стипиот успявал да прокарва собствените си идеи, докато Каматир „виждал исканията си разпръснати във въздуха като сънища“. Разочарован, Йоан Каматир фалшифицирал кореспонденцията между Стипиот и нормандския крал на Сицилия Вилхелм II (1166 – 1189) и уредил тя да бъде лесно открита. Тогава Стипиот бил обвинен в държавна измяна, заради което императорът заповядал той да бъде арестуван и ослепен, а езикът му да бъде отрязан.
Падането на Стипиот съвпада по време с ослепяването на Михаил Глика и бягството на Андроник Комнин, братовчед на Мануил I и бъдещ император, и въпреки че византийските автори не правят връзка между двете събития, най-вероятно те са били свързани. Според Магдалино тези събития вероятно показват съществуването на фракция в двора, която е желала връщане към управление, при което императорът се съветва по-често със сената, каквато е била практиката преди Комнините, както и на просицилианска фракция, която е била настроена срещу прогерманската политика на императора, манифестирана от съюза му с Хоенщауфените и затвърдена чрез брака му с Берта фон Зулцбах.
Съдбата на Стипиот и семейството му след неговото низвергване остава неизвестна. Според Хониат обаче на смъртния си одър Йоан Дука Каматир се разкаял за причиненото на Стипиот, накарал да го повикат и със сълзи на очил го помолил за прошка, а Стипиот му простил на драго сърце и дори се помолил за спасението на душата му.

## Цитирана литература
- Ракова, Снежана (2004). Новелата за лакомия логотет у Никита Хониат. – Интердисциплинарна научна конференция Просветеният смях (2-3 април 2004). Българско общество за проучване на XVIII век, https://www.bulgc18.com/smehat/rakova.htm, посетен на 2 ноември 2024
- ((en)) Brand, Charles M. (ed) (1976). Deeds of John and Manuel Comnenus, by John Kinnamos. New York: Columbia University Press, ISBN 0-231-04080-6
- ((en)) Magoulias, Harry J.; Baldwin, Barry (eds) (1984). O city of Byzantium, Annals of Niketas Choniates, translated by Harry J. Magoulias, Byzantine text in translation. Detroit, Michigan 48202: Wayne State University Press, https://ia801905.us.archive.org/14/items/o-city-of-byzantium-annals-of-niketas-choniates-ttranslated-by-harry-j-magoulias-1984/o-city-of-byzantium-annals-of-niketas-choniates-ttranslated-by-harry-j-magoulias-1984.pdf
- ((en)) Kazhdan, A. P.; Epstein, Annabel Wharton (1985). Change in Byzantine Culture in the Eleventh and Twelfth Centuries. Berkeley and Los Angeles: University of California Press, ISBN 978-0-52-005129-4, https://archive.org/details/bub_gb_qlU37xo9LeUC
- ((de)) Kresten, Otto (1978). Zum Sturz des Theodoros Styppeiotes. – Jahrbuch der Österreichischen Byzantinistik, 27,  49–103
- ((en)) Magdalino, Paul (1991). Tradition and Transformation in Medieval Byzantium. Aldershot: Variorum, ISBN 0-86078-295-6, https://books.google.com/books?id=fEloAAAAMAAJ
- ((en)) Magdalino, Paul (2002) [1993]. The Empire of Manuel I Komnenos, 1143 – 1180. Cambridge, United Kingdom: Cambridge University Press, ISBN 0-521-52653-1, http://books.google.com/books?id=0cWZvqp7q18C
- ((en)) Simpson, Alicia (2013). Niketas Choniates: A Historiographical Study. Oxford University Press, ISBN 978-0-19-967071-0, https://books.google.com/books?id=nePUAAAAQBAJ
- ((el)) Varzos, Konstantinos (1984). Η Γενεαλογία των Κομνηνών, B. Thessaloniki: Centre for Byzantine Studies, University of Thessaloniki, OCLC 834784665, архив на оригинала от 11 април 2019, https://web.archive.org/web/20190401112859/https://www.kbe.auth.gr/sites/default/files/bkm20b.pdf

|  | Тази страница частично или изцяло представлява превод на страницата Theodore Styppeiotes в Уикипедия на английски. Оригиналният текст, както и този превод, са защитени от Лиценза „Криейтив Комънс – Признание – Споделяне на споделеното“, а за съдържание, създадено преди юни 2009 година – от Лиценза за свободна документация на ГНУ. Прегледайте историята на редакциите на оригиналната страница, както и на преводната страница, за да видите списъка на съавторите. ВАЖНО: Този шаблон се отнася единствено до авторските права върху съдържанието на статията. Добавянето му не отменя изискването да се посочват конкретни източници на твърденията, които да бъдат благонадеждни. |